# AllShare (Schnittstelle)
AllShare ist eine proprietäre Schnittstelle zur kabellosen Übertragung von Inhalten zwischen verschiedenen Samsung-Geräten wie Smartphones, Tablets und Fernseher. Technisch ist AllShare ein Steuerungs-Protokoll, das von Samsung entwickelt wurde. AllShare-Geräte implementieren auch herstellerübergreifende Protokolle wie Miracast, Wi-Fi Direct und DLNA und arbeiten auf diese Weise auch mit Geräten anderer Hersteller zusammen.

## Funktionsumfang
AllShare überträgt Musik, Videos und Fotos von oder zu AllShare-Geräten zu anderen kompatiblen AllShare-, Miracast- oder DLNA-Geräten. Von Mobilgeräten können über Remote-Apps Samsung Fernseher ferngesteuert werden. AllShare überträgt Bildschirminhalte von einem Wi-Fi Direct-fähigen Mobilgerät zu einem Miracast-kompatiblen Bildschirm.

## Öffnungs-Bemühungen
Samsung möchte nach eigenen Aussagen das AllShare-System auch für andere Hersteller öffnen. Im Jahr 2012 stellte Samsung dazu das AllShare Framework für Entwickler vor, gewisse Funktionen bleiben jedoch Samsung-Geräten vorbehalten. Im Jahr 2012 stellt Samsung den AllShare Cast vor, einen HDMI-Dongle für den Fernseher, der AllShare auch auf Geräten von Fremdherstellern ermöglicht.

## Kritik
Wie bei anderen Hersteller-Ökosystemen ist nur eine hohe Interoperabilität gewährleistet, wenn alle Geräte von einer Marke stammen. Es zwingt somit den Kunden, alle Geräte von Samsung zu kaufen.